# Тіроль (земля)
Тіро́ль (також Тиро́ль, нім. Tirol) — федеральна земля в Австрії, в Альпах (Ретійські Альпи, Високий Тауерн); 12 640 км², адміністративний центр Інсбрук; туристичний регіон Австрії; курорти, осередки відпочинку і зимового спорту.

## Адміністративний поділ
Статусне місто
- 1  Інсбрук

Північний Тіроль
- 2 Інсбрук-Ланд
- 3 Імст
- 4 Кіцбюель
- 5 Куфштайн
- 6 Ландек
- 8  Ройтте
- 9 Швац

Східний Тіроль
- 7 Лієнц

## Історія
Середньовічне графство, з 1360 у володінні Габсбурґів; 
1805-14 у Баварії, згодом у Австрії; 
1919 Південний Тіроль включений до Італії (див. Трентіно-Альто-Адідже), предмет італо-австрійської суперечки; 1946, 1969 угода про права німецькомовного населення.